# Brunnichia
Brunnichia é um gênero botânico da família Polygonaceae.

## Espécies
- Brunnichia africana
- Brunnichia chirrhosa
- Brunnichia congoensis
- Brunnichia erecta
- Brunnichia ovata